# ديفيد أوليفر (عازف فلوت)
ديفيد أوليفر (بالإنجليزية: David Oliver)‏ هو عازف فلوت ‏ بريطاني، ولد في 21 يوليو 1972، وتوفي في 3 ديسمبر 2012.